# سمير الزكرومي
سمير الزكرومي هو لاعب كرة قدم مغربي من مواليد 29 مارس 1985 بمدينة الدار البيضاء، يشغل مركز مدافع و يلعب حاليا في صفوف نادي الجيش الملكي.

## ألقابه
الرجاء البيضاوي
- الدوري المغربي الممتاز
  - البطولة سنة 2009

المغرب الفاسي
- دوري النتيفي
  - اللقب سنة 2011
- كأس الاتحاد الأفريقي لكرة القدم
  - اللقب سنة 2011
- كأس العرش
  - اللقب : 2011
- كأس السوبر الأفريقي
  - اللقب : 2012

 منتخب المغرب لكرة القدم للمحليين
- كأس العرب لكرة القدم
  - اللقب سنة 2012

## روابط خارجية
- سمير الزكرومي على موقع الاتحاد الدولي (مؤرشف)  (الإنجليزية)
- سمير الزكرومي على موقع قاعدة بيانات كرة القدم.إي يو (الإنجليزية)
- سمير الزكرومي على موقع كووورة
- "Fiche de Samir Zekroumi". {{استشهاد ويب}}: الوسيط غير المعروف |site= تم تجاهله يقترح استخدام |website= (مساعدة)